# Sallyangie
Sallyangie (auch The Sallyangie oder Sally Angie) war ein britisches Folk-Duo.

## Karriere
Das relativ kurz bestehende Duo bestand aus Sally Oldfield und ihrem Bruder Mike und wurde 1967 gegründet als Mike Oldfield 14 Jahre und Sally Oldfield 20 Jahre alt war und spielte zuerst in lokalen Clubs. Beide bekamen auf Empfehlung des Gitarristen John Renbourn von der Band Pentangle ihren ersten Plattenvertrag mit Transatlantic. Das Duo spielte einen kristallklaren und sanften zeitgenössischen britischen Folk, der Ähnlichkeiten mit Pentangle aufwies, aber wesentlich zurückhaltender war.
Mike Oldfield wechselte anschließend zu Barefeet und 1971 spielte er bei Kevin Ayers in dessen Gruppe The Whole World. Das einzige Album des Duos wurde 1968 unter dem Titel Children of the Sun veröffentlicht. Im selben Jahr trennte sich das Duo nach einer kurzen Tournee wegen künstlerischer Differenzen, die sich auch in den recht unterschiedlichen Stilrichtungen der späteren erfolgreichen Solokarrieren widerspiegeln. Diese Veröffentlichung bildeten den Grundstock für den weiteren Erfolg beider Solokünstler. Es gibt die Persönlichkeit der beiden Künstler wieder.
Zusätzlich zu der LP erschienen zwei Singles mit Songs, die nicht auf dem Musikalbum enthalten waren. Beide sind als Raritäten begehrt. 1969 wurde unter dem Namen The Sallyangie die Single The Sallyangie die Single Two Ships mit der B-Seite Colours Of The World und 1972 unter dem Namen Sally Angie die Single Child of Allah mit der B-Seite Lady Go Lightly veröffentlicht. Eine (Two Ships) oder beide Singles waren mit B-Seite in späteren Ausgaben der Wiederveröffentlichung auf 2 CDs enthalten. Eine (Two Ships) oder beide Singles waren mit B-Seite in späteren Ausgaben der Wiederveröffentlichung auf 2 CDs enthalten.
Das Album Children of the Sun erfuhr im Jahre 2002 eine Neuauflage erstmals als Doppel-CD in einer Remastered-Fassung beim Plattenlabel Sanctuary. Bei dieser Veröffentlichung und weiteren Auflagen gab es zusätzlich einige bis dahin unveröffentlichte Bonustracks von Mike und Sally Oldfield.

## Diskografie

### Studioalbum
- Children Of The Sun (1968)

### Single-Veröffentlichungen
- Two Ships (1969)
- Child of Allah (1972)